# Open LieroX

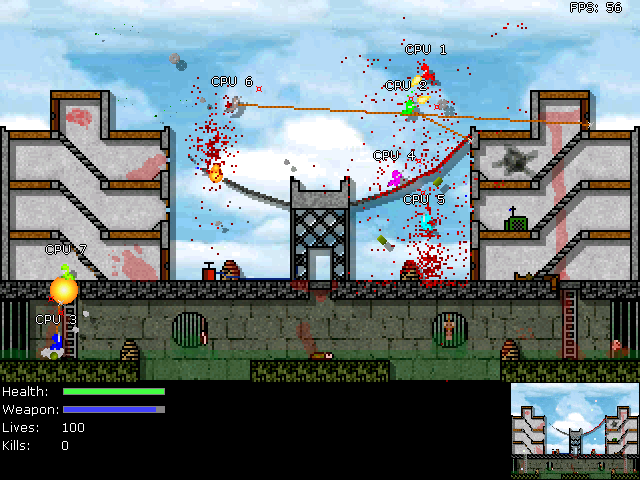
Captura de pantalla de Open LieroX1.

Open LieroX clon mejorado del Liero original, Anteriormente llamado Liero Xtreme, el nuevo proyecto de este grupo de fanes hacen posible la creación de Open Liero X. Open Liero X, es un juego simultáneo de hasta 2 jugadores en las que tu controlas un personaje miniatura que dispara mediante sus armas para acabar con el contrincante y demoler el terreno que hay en el nivel. Este juego lo parodia muchas veces a la serie Worms, de Team 17, aunque la mecánica no es la misma.
Open Liero X en sus características, tiene más opciones y alternativas, y es más personalizable que el Liero original.

## Diferencias conLiero, el juego original
- Open Liero X tiene la opción de jugar en internet con otros jugadores que posean el mismo juego.
- Puedes crear tus propios personajes de Liero pero sin depender de que sean los gusanos originales de Liero.
- Los gusanos, o skins de Open Liero X tienen más resolución que el Liero original, permitiendo usar más pixeles.
- Los niveles no tienen únicos tonos, pueden ser coloreados y dibujados, personalizados de cualquier forma, estos pasan a un programa en los cuales permiten al creador del nivel adaptar al nivel zonas de tierra, fondo y material indestructible.
- La apariencia o el fondo del menú es personalizable.
- En Liero Xtreme se podía escuchar música que tu añadías en una carpeta, así esta se oía mientras jugabas.
- Puedes crear tus propios Mods, armas de Liero.

## Curiosidades
- Se había intentado crear una parodia de Worms 3D llamado Liero Xtreme 3D, pero fracasó, porque era muy complicado hacer el mismo sistema al que se jugaba en Worms 3D, sin tomar en cuenta que podría funcionar como lo hacía en el Liero Xtreme original.
- Liero Xtreme podría haber ocupado un Jet Pack en lugar de la cuerda como una alternativa más para añadirlo a un Mod (Armas de Open Liero X), pero no resultó por dificultad de programación.